# Cantley, Limpenhoe and Southwood
Cantley, Limpenhoe and Southwood är en civil parish i Broadland i Storbritannien. Den ligger i grevskapet Norfolk och riksdelen England, i den sydöstra delen av landet, 160 km nordost om huvudstaden London.